# Roscoe Lee Browne
Roscoe Lee Browne (Woodbury, 2 maggio 1922 – Los Angeles, 11 aprile 2007) è stato un attore e doppiatore statunitense.
Dopo aver insegnato letteratura e francese alla Lincoln University, iniziò a recitare nel 1962.
Morì per un cancro allo stomaco nel 2007, all'età di 84 anni.

## Filmografia parziale

### Cinema
- I commedianti (The Comedians), regia di Peter Glenville (1967)
- Tradimento (Uptight), regia di Jules Dassin (1968)
- Topaz, regia di Alfred Hitchcock (1969)
- Il silenzio si paga con la vita (The Liberation of L.B. Jones), regia di William Wyler (1970)
- I cowboys (The Cowboys), regia di Mark Rydell (1972)
- Per 100 chili di droga (Cisco Pike), regia di Bill L. Norton (1972)
- Nanù, il figlio della giungla (The World's Greatest Athlete), regia di Robert Scheerer (1973)
- Uptown Saturday Night, regia di Sidney Poitier (1974)
- La fuga di Logan (Logan's Run), regia di Michael Anderson (1976)
- Ultimi bagliori di un crepuscolo (Twilight's Last Gleaming), regia di Robert Aldrich (1977)
- Niente di personale (Nothing Personal), regia di George Bloomfield (1980)
- Pericolosamente insieme (Legal Eagles), regia di Ivan Reitman (1986)
- Jumpin' Jack Flash, regia di Penny Marshall (1986)
- Oliver & Company, regia di George Scribner (1988) - voce
- La regina dell'inferno (Night Angel), regia di Dominique Othenin-Girard (1990)
- Moon 44 - Attacco alla fortezza (Moon 44), regia di Roland Emmerich (1990)
- Eddie Presley, regia di Jeff Burr (1992)
- I re del mambo (The Mambo Kings), regia di Arne Glimcher (1992)
- Vado a vivere a New York (Naked in New York), regia di Daniel Algrant (1993)
- Babe - Maialino coraggioso (Babe), regia di Chris Noonan (1995) - voce narrante
- Strani miracoli (Dear God), regia di Garry Marshall (1996)
- L'ultimo guerriero (Forest Warrior), regia di Aaron Norris (1996)
- Babe va in città (Babe: Pig in the City), regia di George Miller (1998) - voce narrante
- Il pianeta del tesoro (Treasure Planet), regia di Ron Clements, John Musker (2002) - voce
- Garfield 2 (Garfield: A Tail of Two Kitties), regia di Tim Hill (2006) - voce narrante
- Epic Movie, regia di Jason Friedberg, Aaron Seltzer (2007) - voce narrante

### Televisione
- Assistente sociale (East Side/West Side) – serie TV, episodio 1x08 (1963)
- Missione segreta (Espionage) – serie TV, episodio 1x08 (1963)
- Sui sentieri del West (The Outcasts) – serie TV, episodio 1x18 (1969)
- Bonanza – serie TV, episodio 13x22 (1972)
- Sanford and Son – serie TV, episodio 2x04 (1972)
- Le strade di San Francisco (The Streets of San Francisco) – serie TV, episodio 1x13 (1973)
- Miss Winslow e figlio (Miss Winslow and Son) – serie TV, 6 episodi (1979)
- Magnum P.I. – serie TV, 1 episodio (1983)
- I Robinson (The Cosby Show) – serie TV, 2 episodi (1986-1987)
- Autostop per il cielo (Highway to Heaven) – serie TV, episodio 4x14 (1988)
- Colombo (Columbo) – serie TV, episodio 9x04 (1990)
- E.R. - Medici in prima linea (ER) – serie TV, 1 episodio (1999)
- Will & Grace – serie TV, episodio 7x06 (2004)

## Doppiatori italiani
Nelle versioni in italiano delle opere in cui ha recitato, Roscoe Lee Brown è stato doppiato da:
- Vittorio Di Prima in E.R. - Medici in prima linea, The Shield
- Franco Odoardi in Topaz
- Silvio Noto ne I cowboys
- Alessandro Sperlì in Nanù, il figlio della giungla
- Sergio Fiorentini ne La fuga di Logan
- Carlo Alighiero in Pericolosamente insieme
- Antonio Colonnello in Moon 44 - Attacco alla fortezza
- Adolfo Geri in Starsky & Hutch
- Mario Bardella ne Il ritorno di Colombo
- Glauco Onorato in Hard Time
- Renato Mori in Amleto
- Mimmo Craig in Strani miracoli
- Dante Biagioni in Will & Grace
- Carlo Reali in Side Order of Life

Come doppiatore, è sostituito da:
- Paolo Lombardi in Babe, maialino coraggioso, Babe và in città
- Antonio Paiola in Batman
- Norman Mozzato in Spider-Man
- Gil Baroni in Oliver & Company
- Carlo Baccarini ne Il pianeta del tesoro
- Francesco Vairano in Garfield 2
- Omero Antonutti in Epic Movie